# Calamagrostis kengii
Calamagrostis kengii là một loài thực vật có hoa trong họ Hòa thảo. Loài này được T.F.Wang mô tả khoa học đầu tiên năm 1965.